# たかせ由奈
たかせ 由奈（たかせ ゆな、1984年11月30日 - ）は、日本のAV女優。プロダクションクラップ所属。

## 略歴・人物
2015年11月、アダルトビデオメーカー・マドンナの専属女優としてデビューした熟女系AV女優。

## 出演作品

### アダルトDVD
2015年
- 現役人妻水着モデルAVデビュー!!（11月7日、マドンナ）
- タイトスカートを穿かされて…。（12月7日、マドンナ）

2016年
- 私、夫のいない自宅で犯されています。（1月7日、マドンナ）
- 中年男を濃厚な接吻でおもてなす美熟女ソープ（2月7日、マドンナ）
- 僕の知らない妻を見たくて… 22（3月19日、DOC）
- 湯けむり近親相姦 母子入浴交尾（4月1日、ヴィーナス）
- 「10周年記念 『おばさんを興奮させてどうするの?』温泉スパでヤりまくりSPECIAL 自分の水着姿を見られ勃起した学生に抱きつかれても拒めない6人の妻たち」（4月7日、DANDY）共演:加藤ツバキ、臼井さと美、羽田璃子、京野美麗、黒崎潤
- 残酷ミラーゲームに負けるとエロ罰ゲーム 職場の同僚と2人っきり!でもマジックミラーの向うに上司! 同じオフィスで働く男女にSEX指令!! 2（4月13日、はじめ企画）他出演:麻里梨夏 ほか
- 話題のクール過ぎる美人妻! 旦那に宛てた、中出しネトラ(ビデオ)レター!! 「あなた許して…今、奥に射精してもらってるの」（4月13日、ジェントルマン）
- 熟逆3Pトランス（4月25日、痴女ヘブン）共演:谷原希美
- 大量に汗とマン汁を吹き散らして絶頂しまくる発情レズ奴隷（5月1日、ヴィ）共演:卯水咲流
- ムカつく女上司に夜這いを仕掛けたら強烈なカニバサミで押さえ込まれて強制中出しさせられた!!（5月1日、ヴィーナス）
- 丸ごと! たかせ由奈 BEST 〜現役人妻水着モデルの腰砕け全11本番〜（5月25日、マドンナ）※総集編
- ハーレム一夫多妻special 〜綺麗なお姉様は全員アナタの奥さん〜（5月25日、痴女ヘブン）共演:篠田あゆみ、KAORI、三浦恵理子、原ちとせ
- 亀頭・竿・タマを丁寧にデロンデロン涎垂らし円を描くようなフェラでジュッパ舐め! 唇をめくらせながら1mmずつ侵入、喉チンコにセルフ当てディープスロートするおしゃぶりMANIAX（7月1日、ワンズファクトリー）
- 東京都港区白金 セレブ人妻ナンパエステ 11（7月1日、変態紳士倶楽部）他出演:逢沢るる、星崎みゆう ほか
- 尋問 今晩、妻を責め立て寝取られの一部始終を白状させる－。（7月7日、マドンナ）
- 母の親友（7月7日、ヴィーナス）
- 女湯で人妻が出会ってしまったレズビアン（7月7日、ビビアン）共演:佐々木あき、八ツ橋さい子
- スレンダー微乳で胸元が危なっかしい家内の近くでチラチラハァハァとおっさんが家内の乳首を覗きます… のを苦笑いしながら仕方無く放置していたらいつの間にかねとられてしまいました…（7月7日、JET映像）
- M女淫乱覚醒調教倶楽部 〜プロファイルNo.004肉体覚醒調教妻 由奈〜（7月13日、AVS Collector's）
- 美人魔女 bijin-majo 100 ゆな(30)（7月13日、美人魔女）
- 緊縛 喪服未亡人奴隷 義母と息子、禁断の緊縛調教（7月14日、センタービレッジ）
- 夫の目の前で犯され続けて淫乱に悶える人妻（7月19日、ドグマ）
- キレイなお姉さん、ボク達を飲み干さないで。（7月19日、エムズビデオグループ）
- 寝取らせ専科エステ店でマジックミラー越しに旦那に見られているとも知らずイカされ生中出しされる美人妻 2（7月22日、DOC）他出演:麻宮りな、相澤ゆりな
- 新宿区にある女教師のストレス原因を解決させ必ず絶頂失禁させる電流カイロプラクティック（8月1日、変態紳士倶楽部）他出演:神波多一花、荻野舞
- 人妻同居レズ 長男の嫁、次男の嫁（8月7日、マドンナ）共演:白木優子
- 人妻ナンパ自宅中出し vol.12 街行くセレブ人妻をナンパしてAV自宅撮影! 旦那のいない家でヤる背徳感まみれの中出し性交!! 人妻6人 in 目白・赤坂・お台場（8月12日、プレステージ）他出演:あやか、りみ、まみ、れん、さき
- 射精の快感を教えてくれた小悪魔いとこと8年ぶりに再会した僕…（8月13日、MOODYZ）
- 銀座にあった! 伝説の超高級中出しソープ（8月13日、溜池ゴロー）
- 女が女を襲う! 女監督ハルナのレズ痴漢バス case.02（8月19日、レズれ!）主演:碧しの、水野朝陽　他3名出演
- 夏の空の下でお悩み相談!? イケてる水着ギャルたちに童貞クンのお悩み聞いてもらいました!（8月26日、DOC）※「まき」名義　他出演:さや、なぎさ、まゆみ、ひなこ、なな、なつみ
- 主婦仲間の上品でマジメな人妻にエロ仕掛けガチモニタリング VOL.2 ダマされた奥さんは快楽に負け理性崩壊、アナルでもイキッぱなし!（8月30日（レンタル）/10月28日（セル）、アテナ映像）他出演:吉野あすか、前園希美
- 透明人間 オフィス侵入編（9月1日、MOODYZ）他出演:麻里梨夏、愛野ももな、小谷みく、朝倉ことみ
- 監禁オイルマッサージ 鬼イカせ中出しレ×プ（9月1日、ワンズファクトリー）
- もう老人しか愛せない 〜特別拡大版〜（9月1日、ながえスタイル）他出演:成宮いろは、碧しの　※AV OPEN 2016 ドラマ・ドキュメンタリー部門エントリー作品
- 人妻の浮気心（9月1日、エマニエル）
- 近所の団地妻に勃起薬を飲まされて、いきなりしゃぶられて発射させられて、中出しで筆おろしまでされてしまった僕。 3（9月2日、LEO）共演:三浦恵理子
- 夫の上司に犯されながら何度もイキ狂った私（9月7日、ヴィーナス）
- 芸能事務所社長レイプ 姉妹凌辱の悲劇（9月9日、REAL）共演:なつめ愛莉
- 昼間から幼い男を家に呼び欲求不満を慰める素人妻（9月9日、S級素人）他出演:織田玲子
- 重症NTR依存症鬱男からの投稿（9月9日、DIY）他出演:織田玲子
- たかせ由奈の凄テクを我慢できれば生★中出しSEX（9月13日、溜池ゴロー）
- ノンストップ6Pレズビアン乱交 3（9月19日、レズれ!）共演:麻里梨夏、朝倉ことみ、月島ななこ、水野朝陽、碧しの
- ベロキス中毒レズビアン（9月19日、レズれ!）他出演:水原さな、神納花、月島ななこ、橋本さやか、南星愛、麻里梨夏、朝倉ことみ
- バレなきゃいいじゃない♪ 妻の目を盗んで誘惑してくる嫁の友達とやっちゃった俺（9月22日、AKNR）他出演:通野未帆、涼宮琴音
- 居酒屋の女将（9月23日、人妻花園劇場）
- 強要され堕ちていく妻 〜犯されたのに…忘れられないあの刺激…〜（9月25日、ながえスタイル）
- 誘惑中出し回春エステサロン（9月25日、痴女ヘブン）
- ラッキーな胸チラを発見し、気づかれないように見てたけど、やっぱりバレてた?! 3 〜近所の人妻編〜（9月30日（レンタル）/10月7日（セル）、LEO）他出演:神谷秋妃、通野未帆
- 娘の目の前で堂々とSEXしちゃうママ（10月1日、MOODYZ）共演:初芽里奈
- 中出しお義姉さんの誘惑 〜美貌と淫技で誘う兄嫁〜（10月7日、プレミアム）
- 人妻が堕ちた失禁マッサージ店（10月13日、MOODYZ）
- NTRレズビアン 僕の妻は隣の人妻に寝取られました（10月19日、レズれ!）共演:浅井舞香
- お色気P●A会長と悪ガキ生徒会（10月20日、グローリークエスト）
- 囁き淫語とおしゃべりオマ●コ（11月4日、ワープエンタテインメント）
- 超絶テクで射精無制限! 淫らな痴女が絡みつく中出し逆3Pクラブ（11月7日、Fitch）共演:佐々木あき
- 夢のマドンナ大共演!! 美熟女が行く一泊二日のレズ大乱交バスツアー!!（11月13日、マドンナ）共演:白木優子、佐々木あき、小早川怜子、二階堂ゆり、八ッ橋さい子、吹石れな、浅井舞香、円城ひとみ、宮下華奈、成宮いろは、羽田璃子、水原さな、若槻みづな
- おもらし、潮吹き、人妻さん（11月13日、プレミアム）
- まんチラ誘惑 同級生のママ（11月19日、溜池ゴロー）
- ノーモザイク・レズれ! 限界突破ver.（11月19日、レズれ!）他出演:紺野ひかる、跡美しゅり、浜崎真緒、阿部乃みく、月島ななこ、朝倉ことみ、麻里梨夏、南星愛、橋本さやか
- 義父と嫁の密かな接吻情事（11月25日、マドンナ）
- パンスト妄想脚（12月1日、ミル）
- マゾなお義姉さんの誘惑 義弟に調教されたい美人妻（12月9日、オルガ）
- 淫語痴女（12月19日、ドグマ）
- 淫蜜拷問女人集団 ポルチオレズエステ 官能ハードボイルドver. 〜生け贄マダム 狂おしき快楽地獄〜（12月19日、レズれ!）共演:真咲南朋、大槻ひびき、加藤ツバキ
- 巨尻イカセ 痙攣中出しトランス（12月25日、乱丸）
- 人妻セフレ掲示板 貴方の奥さん貸してください（12月27日（レンタル）/1月1日（セル）、LEO）他出演:佐々木あき

2017年
- 美人すぎる人妻・寝取られ志願 『今から貴方以外の男に中出しされます。』（1月1日、h.m.p）
- 町内会の温泉旅行に参加したら、欲求不満な奥様14人と男は僕1人だけ。（2月1日、マドンナ）共演:白木優子、佐々木あき、成宮いろは、宮下華奈、浅井舞香、たかせ由奈、小早川怜子、八ッ橋さい子、吹石れな、若槻みづな、羽田璃子、水原さな、二階堂ゆり、円城ひとみ
- 中出し懇願 妻の友人 2（2月28日（レンタル）/3月10日（セル）、LEO）他出演:とみの伊織、彩奈リナ
- たかせ由奈 レズれ! プレミアムBEST5時間（4月19日、レズれ!）※単体ベスト
- ベロキス中毒レズビアン Vol.3 ～唾液たっぷり濃縮ver.～（5月19日、レズれ!）共演：浅井舞香／他出演：初芽里奈、佐々木あき、北川エリカ、横山みれい、 KAORI、藍川美夏
- レンタル妻 7 ～妻が嫌いな隣人に、自慢の妻を抱かせてみた～（7月13日、ながえスタイル）他出演：庄司ゆり奈
- 夜這いされ喘ぎ声を我慢しながら旦那の横で中出しまでされる人妻 9（9月21日、グローリークエスト）他出演：通野未帆、水上由紀恵、大場ゆい、桐島美奈子

2018年
- レンタル妻 三十路編 vol.2  他人棒を満足させるために貸し出された30歳妻たち（9月13日、ながえスタイル）他出演：庄司ゆり奈、彩奈リナ、西条沙羅

### イメージDVD
- Yuna フェロモンマジック・たかせ由奈（2016年9月8日、REbecca）